# A Hero's Death
A Hero's Death è il secondo album in studio della band post-punk di Dublino Fontaines D.C. . È stato pubblicato dalla Partisan Records il 31 luglio 2020, ricevendo il plauso della critica al momento della sua uscita, e marcando un parziale allontanamento dal suono post-punk spumeggiante e ansiogeno del primo disco per incorporare suoni più onirici e psichedelici, ispirati da gruppi quali Beach Boys, Suicide, Beach House, These Immortal Souls e Broadcast.

## Scrittura e registrazione dell'album
Dopo l'uscita di Dogrel, nella primavera del 2019 i Fontaines D.C. hanno intrapreso un tour con la band punk rock britannica IDLES in Nord-America da marzo a maggio 2019 e in Europa in diversi festival musicali estivi tra cui Glastonbury, Roskilde, Viva, StereoLeto, TRNSMT, Dour, Y Not, Haldern Pop e Ypsigrock. Dopo il circuito dei festival estivi europei, nell'autunno 2019 la band ha intrapreso un tour nordamericano e poi europeo che si è concluso a febbraio 2020.
Tra la metà di febbraio ed aprile 2020 la band ha iniziato a registrare materiale per il suo secondo album in studio con la produzione di Dan Carey, lo stesso che ha prodotto il loro album di debutto Dogrel. Il 5 maggio 2020, la band ha pubblicato il singolo A Hero's Death con un video musicale corrispondente, annunciando contemporaneamente l'uscita dell'album per il 31 luglio 2020.
Secondo il cantante Grian Chatten il titolo dell'album è stato ispirato da un verso di un'opera teatrale dello scrittore irlandese Brendan Behan. La copertina dell'album presenta una statua del semidio mitologico irlandese Cú Chulainn intitolata "The Dying Cuchulain" di Oliver Sheppard.

## Accoglienza
| Recensione           | Giudizio |
| -------------------- | -------- |
| AllMusic             |          |
| Clash                |          |
| DIY                  |          |
| The Independent      |          |
| The Guardian         |          |
| The Irish Times      |          |
| The Line of Best Fit |          |
| NME                  |          |
| Pitchfork            |          |
| Q                    |          |
| Rolling Stone        |          |
| AnyDecentMusic?      |          |
| Metacritic           |          |
| Piero Scaruffi       |          |

Come il precedente Dogrel, A Hero's Death ha ricevuto il plauso generale dalle riviste specializzate e viene talvolta considerato da esse il miglior album dell'anno. Sul sito web aggregatore di recensioni Metacritic, l'album ha una valutazione media ponderata di 84 su 100 sulla base di 23 recensioni della critica, stessa valutazione dell'altro sito web aggregatore di recensioni AnyDecentMusic?. Viene anche considerato l'"album dell'anno" dalla rivista Rumore.
Elizabeth Nelson di Pitchfork descrive A Hero's Death come "inebriante, divertente e senza paura", mentre Ben Beaumont-Thomas del Guardian dichiara che i Fontaines D.C. "ci consegnano un secondo album difficile ma potente, fatto di una scrittura che guarda la vita dritta in faccia".
Alcuni critici riportano qualche dubbio in più, come Liam Martin di AllMusic che sostiene che il secondo sforzo del gruppo non è all'altezza del loro debutto in quanto manca dei suoi singoli forti e della sua atmosfera sudata, come se qualcuno avesse acceso l'aria condizionata", concedendo comunque che si tratta sempre di un grande album, pieno di cose da amare". Molto meno convinto è Piero Scaruffi che assegna ad A Hero's Death un 4,5/10 sostenendo che l'album "ha troppe ballate e litanie midtempo".

## Tracce
Testi e musiche di Fontaines D.C..
1. I Don't Belong – 4:31
2. Love Is the Main Thing – 3:54
3. Televised Mind – 4:10
4. A Lucid Dream – 3:54
5. You Said – 4:36
6. Oh, Such a Spring – 2:33
7. A Hero's Death – 4:18
8. Living in America – 4:56
9. I Was Not Born – 3:50
10. Sunny – 4:53
11. No – 5:10

## Formazione

### Gruppo
- Grian Chatten – voce, tamburello
- Carlos O'Connell – chitarra, pianoforte, cori
- Conor Curley – chitarra, pianoforte, cori
- Tom Coll – batteria, percussioni, chitarra
- Conor Deegan – basso, chitarra, cori

### Produzione
- Dan Carey – produzione, missaggio

## Singoli tratti dall'album
Il primo singolo tratto da A Hero's Death è stata la sua title track, che è stata pubblicata il 5 maggio 2020 insieme al video musicale. Il video è stato diretto da Hugh Mulhern e prodotto da Aaron McEnaney e Theresa Adebiyi. Il video musicale presenta uno spettacolo immaginario a tarda notte chiamato The Georgie Barnes Show con protagonista un ospite di talk show stanco di nome Georgie Barnes (interpretato da Aidan Gillen) il cui co-conduttore è un burattino. Il presentatore del talk show introduce il video mentre saluta la band prima che suonino una canzone nello show, accorgendosi tuttavia che la band sembra mostrare più apprezzamento al burattinaio (Bryan Quinn) e al burattino piuttosto che al presentatore stesso.
Il secondo singolo dell'album, "I Don't Belong", è stato pubblicato il 9 giugno 2020, seguito da "Televised Mind" il 30 giugno 2020.  Conor Deegan III ha diretto il video di "I Don't Belong", mentre Mulhern è tornato a dirigere il video di "Televised Mind",